# Dècada del 1060

## Esdeveniments
- Fundació de Marràqueix
- 1066 - Conquesta d'Anglaterra per part dels normands
- Es veu el cometa de Halley a Europa, creant-se el pànic
- Composició de La Cançó de Rotllan

## Naixements
- Hugues de Flavigny, historiador i monjo benedictí francès, abat de Flavigny entre el 1097 i el 1100

## Necrològiques
- Roger I de Foix

## Personatges destacats
- Benjamí de Tudela
- Guillem I d'Anglaterra